# Provincia di Chanchamayo
La provincia di Chanchamayo è una delle 9 province della regione di Junín nel Perù.
La capitale è La Merced; nella provincia vi è una colonia italiana fondata nel 1871 dagli immigranti italiani nella giungla centrale del Perù.

## Geografia antropica

### Suddivisioni amministrative
È divisa in 6 distretti:
- Chanchamayo
- Perené
- Pichanaqui
- San Luis de Shuaro
- San Ramón
- Vitoc